# Horton Foote
Albert Horton Foote (Wharton, 14 marzo 1916 – Hartford, 4 marzo 2009) è stato un drammaturgo e sceneggiatore statunitense.
Ha vinto l'Oscar per la migliore sceneggiatura non originale nel 1963 per il film Il buio oltre la siepe e l'Oscar per la migliore sceneggiatura originale nel 1984 per Tender Mercies - Un tenero ringraziamento. Nel 1986 ha avuto una nomination per la migliore sceneggiatura non originale per In viaggio verso Bountiful, tratta dalla sua omonima pièce teatrale. Nel 1995 ha vinto il premio Pulitzer per la drammaturgia con l'opera teatrale The Young Man From Atlanta.